# Henryk Baranowski
Henryk Baranowski (9 de febrero de 1943 - 27 de julio de 2013) fue un director de teatro y actor polaco. Actuó en dos episodios de la serie The Decalogue dirigido por Krzysztof Kieslowski.

## Filmografía selecta
- Rosa Luxemburg (1986)
- The Decalogue (1988)
  - Decalogue I
  - Decalogue III